# Liste von Söhnen und Töchtern der Stadt Marseille
Diese chronologisch sortierte Liste umfasst – ohne Anspruch auf Vollständigkeit – in der französischen Stadt Marseille geborene und mit einem Artikel in der deutschsprachigen Wikipedia vertretene Personen:

## Geboren bis 1800
- Lucius Caesar (17 v. Chr. – 2 n. Chr.), Enkel, Adoptivsohn und möglicher Nachfolger des Augustus
- Robert Ruffi (1542–1634), Dichter
- Honoré d’Urfé (1567–1625), Schriftsteller
- Antoine de Ruffi (1607–1689), Regionalhistoriker
- Jules Mascaron (1634–1703), Oratorianer, Kanzelredner und Bischof
- Laurent d’Arvieux (1635–1702), Kaufmann, Reisender und Diplomat
- Charles Plumier (1646–1704), Botaniker, entdeckte die Fuchsie
- Jean Croiset (1656–1738), katholischer Priester (Jesuit) und Autor aszetischer Schriften
- Louis-Antoine de Ruffi (1657–1724), Regionalhistoriker
- César Chesneau Du Marsais (1676–1756), Philosoph und Grammatiker
- François-Charles de Beringhen (1692–1742), Bischof von Puy
- Michel-Ange Marin (1697–1767), Ordenspriester, Verfasser populärer Erbauungsromane
- François Toussaint Gros (1698–1748), Dichter
- Antoine Le Blanc de Guillet (1730–1799), Romancier und Dramatiker
- Rose Vestris (1746–1804), Schauspielerin
- Dugazon (Jean-Henry Gourgaud; 1743–1809), Schauspieler
- Dazincourt (1747–1809), Schauspieler
- Jean Gaspard de Vence (1747–1808), Korsar und Marineoffizier
- Claude-François Achard (1751–1809), Romanist und Provenzalist
- Claude-Emmanuel de Pastoret (1755–1840), Politiker und Schriftsteller
- Jean-Antoine Constantin (1756–1844), Maler und Zeichner
- Désirée Clary (1777–1860), Verlobte von Napoléon Bonaparte, später Königin von Schweden und Norwegen
- Pierre Bellot (1783–1855), Dichter
- Pascal Coste (1787–1879), Ingenieur, Architekt, Zeichner und Maler
- Jean-Joseph Dassy (1791–1865), Maler und Lithograph
- Antoine Bussy (1794–1882), Apotheker und Chemiker
- Auguste-Marseille Barthélemy (1796–1867), Dichter
- Augustin Fabre (1797–1870), Regionalhistoriker
- Joseph Mazilier (1797–1868), Tänzer, Ballettmeister und Choreograf
- Adolphe Thiers (1797–1877), Staatsmann
- Louis Reybaud (1799–1879), Schriftsteller
- Louis Méry (1800–1883), Regionalhistoriker und Hochschullehrer

## Geboren im 19. Jahrhundert
- Honoré Daumier (1808–1879), Maler, Bildhauer, Graphiker und Karikaturist
- Victor Gelu (1806–1885), Schriftsteller und Liedtexter
- Louise Colet (1810–1876), französische Dichterin
- Henri Puget (1813–nach 1865), Operntenor
- Amédée Achard (1814–1875), Schriftsteller
- Félix Bungener (1814–1874), französisch-schweizerischer evangelischer Geistlicher
- Louis-Alexandre-Désiré Abdelal (1815–1882), französischer General osmanischer Abstammung
- Lucien Petipa (1815–1898), Tänzer, Choreograf und Ballettmeister
- François Bazin (1816–1878), Komponist
- Marius Petipa (1818–1910), Balletttänzer und Choreograph, gilt als „Vater des klassischen Balletts“
- Fabius Brest (1823–1900), Maler
- Ernest Reyer, eigentlich Rey (1823–1909), Komponist und Musikkritiker
- Émile Ollivier (1825–1913), Staatsmann
- Karl Mayer-Eymar (1826–1907), Schweizer Geologe und Paläontologe
- Jules Cohen (1830–1901), Komponist und Organist
- Charles Constantin (1835–1891), Dirigent und Komponist
- Édouard-Adolphe Cantel (1836–1910), Geistlicher und römisch-katholischer Bischof von Oran
- Ferdinand Forzinetti (1839–1909), Offizier und Gefängnisdirektor
- Elzéar Abeille de Perrin (1843–1910), Rechtsanwalt und Entomologe
- Émile Bernard (1843–1902), Komponist und Organist
- Victor-Laurent Coste (1844–1923), Landschafts- und Marinemaler
- Ange Flégier (1846–1927), Komponist, Musikkritiker, Maler und Schriftsteller
- Helene Vetsera (1847–1925), Adelige
- Félix Granet (1849–1936), Politiker
- Edmond Demolins (1852–1907), gründete die französische Version des Landerziehungsheims
- Auguste Bouge (1853–1931), Politiker
- Fernand Cabrol (1855–1937), Theologe und Wegbereiter der liturgischen Restaurationsbewegung
- Adolphe Giraldon (1855–1933), Maler, Illustrator und Dekorateur
- Louis Astruc (1857–1904), Schriftsteller
- Joseph Pujol (1857–1945), Künstler
- Valère Bernard (1860–1936), Künstler und Schriftsteller
- Marie Auguste Lauzet (1863–1898), Maler und Radierer
- Augustin Simeone (1863–1940), Bischof von Ajaccio und Fréjus
- Marius Gabriel Cazemajou (1864–1898), Offizier
- Ernest Vessiot (1865–1952), Mathematiker
- Charles Fabry (1867–1945), Physiker, erfand das Fabry-Pérot-Interferometer
- Edmond Rostand (1868–1918), Theaterschriftsteller
- André Suarès (1868–1948), Dichter
- Salvator Issaurel (1871–1944), Sänger und Musikpädagoge
- Marius Thé (1871–1915), Radrennfahrer und Schrittmacher
- Victor Henri (1872–1940), Physikochemiker und Psychologe, Pionier der Enzymkinetik
- Mathilde Tardif (1872–1929), Malerin
- Victor Méric (1876–1933), Journalist
- Edmond Jaloux (1878–1949), Schriftsteller und Literaturkritiker
- Samuel Guyer (1879–1950), Schweizer Kunsthistoriker
- François Coli (1881–1927), Flugpionier
- Henri Fabre (1882–1984), Luftfahrtpionier
- Charles Méré (1883–1970), Schriftsteller
- Jean Cabannes (1885–1959), Physiker
- Lucien Callamand (1888–1968), Schauspieler
- Jean Wahl (1888–1974), Philosoph
- Michel Carlini (1889–1967), Politiker und Bürgermeister von Marseille
- Francis Bousquet (1890–1942), Komponist
- Gustave Ganay (1892–1926), Radrennfahrer
- Raoul Cerighelli (1893–1986), Agrarwissenschaftler
- Joseph Curtel (1893–1960), Radrennfahrer
- Henri Armand (1894–1972), Autorennfahrer
- Henry Bergasse (1894–1977), Politiker
- Paul Boulet (1894–1982), Politiker
- Charles Crodel (1894–1973), Maler
- Marcel Pagnol (1895–1974), Schriftsteller
- Joseph Rampal (1895–1983), Flötist
- Antonin Artaud (1896–1948), Schauspieler, Dramatiker, Regisseur
- Édouard Peisson (1896–1963), Schriftsteller
- Marcelle Drutel (1897–1985), Schriftstellerin
- Paul Seitz (1897–1979), Fußballspieler und -trainer
- Éliane Montel (1898–1993), Physikerin
- Gabriel Audisio (1900–1978), Schriftsteller
- François Spirito (1900–1967), Mafioso

## Geboren im 20. Jahrhundert

### 1901–1925
- Colette Andris (1901–1936), Schauspielerin, Varietékünstlerin und Schriftstellerin
- Germaine Poinso-Chapuis (1901–1981), Politikerin und erste Ministerin Frankreichs
- Jòrgi Reboul (1901–1993), Dichter
- Henri Tomasi (1901–1971), Komponist und Dirigent
- Zino Francescatti (1902–1991), Violinist
- Fernandel (1903–1971), Schauspieler und Sänger
- Michele Orecchia (1903–1981), italienischer Radrennfahrer
- Marc Berthomieu (1906–1991), Komponist
- Francis Leenhardt (1908–1983), französischer Politiker
- Pierre Lantier (1910–1998), Komponist
- Simone Simon (1910–2005), Schauspielerin
- Marcel Bianchi (1911–1998), Jazz- und Unterhaltungsmusiker
- René Carrière (1911–1982), Autorennfahrer
- Léo Chauliac (1913–1977), Komponist und Pianist
- Roger Garaudy (1913–2012), Schriftsteller und Philosoph
- Élie Bayol (1914–1995), Rennfahrer
- Henriette Cohen (1917–2019), letzte französische Überlebende des Konzentrationslagers Auschwitz
- Robert Manzon (1917–2015), Formel-1-Rennfahrer
- Hervé Bromberger (1918–1993), Drehbuchautor, Filmregisseur und Schriftsteller
- Cora Vaucaire (1918–2011), Chansonsängerin
- Raoul Rémy (1919–2002), Radrennfahrer
- Georges de Beauregard (1920–1984), Filmproduzent (u. a. für Godard und Chabrol)
- César Baldaccini (1921–1998), Bildhauer und Plastiker
- Marie-Madeleine Duruflé (1921–1999), Organistin
- Louis Jourdan (1921–2015), Schauspieler
- Gaston Rébuffat (1921–1985), Bergsteiger
- Jean Robin (1921–2004), Fußballspieler und -trainer
- Jean-Pierre Rampal (1922–2000), Flötist
- Jean-Pierre Richard (1922–2019), Literaturwissenschaftler, Schriftsteller und Professor an der Sorbonne in Paris
- Myrian Weber-Perret (1922–1985), Schweizer Schriftsteller und Kulturjournalist
- Dominique Venturi (1923–2008), Mafia-Boss
- Antoine Culioli (1924–2018), Anglist und Linguist
- Maria Mauban (1924–2014), Schauspielerin
- Francis Miroglio (1924–2005), Komponist
- Michel Ragon (1924–2020), Schriftsteller
- Jacques Barrau (1925–1997), Ethnobotaniker, Ethnozoologe und Anthropologe
- Roger Scotti (1925–2001), Fußballspieler

### 1926–1940
- Maurice Béjart (1927–2007), Choreograf und Leiter des Béjart-Balletts
- Régine Crespin (1927–2007), Opernsängerin
- Jean Guichet (* 1927), Autorennfahrer
- Peter Wyngarde (1927–2018), Schauspieler
- Michel Aurillac (1928–2017), Verwaltungsbeamter und Politiker
- Ginette Garcin (1928–2010), Schauspielerin und Sängerin
- Jacques Lefèvre (1928–2024), Säbelfechter
- Jacques Rouffio (1928–2016), Filmregisseur und Drehbuchautor
- Pierre Bellon (1930–2022), Unternehmer
- Cécile Decugis (1930–2017), Filmeditorin und Regisseurin
- Jean-Pierre Rambal (1931–2001), Schauspieler und Synchronsprecher
- Jean-Baptiste Rossi (1931–2003), Journalist, Drehbuchautor und Schriftsteller
- Patrick Cauvin (1932–2010), Schriftsteller
- Marc Fumaroli (1932–2020), Philologe, Literaturwissenschaftler und Historiker
- Gérard Lauzier (1932–2008), Comicautor und -zeichner sowie Filmemacher
- Francis Anastasi (* 1933), Radrennfahrer
- Jean Boiteux (1933–2010), Schwimmer
- René Olmeta (1934–2023), Politiker
- Adrien Arrvecchia (1936–1981), monegassischer Radrennfahrer
- Claude Mattio (* 1936), Radrennfahrer
- Louis Rostollan (1936–2020), Radrennfahrer
- Robert Christophe (1938–2016), Schwimmer
- Jean-Bernard Eisinger (1938–2015), Jazzpianist, Komponist und Arzt
- Alain Marion (1938–1998), Flötist und Musikpädagoge
- Jean-Claude Gaudin (1939–2024), Politiker, u. a. Bürgermeister von Marseille
- Pat Mallet (1939–2012), Comiczeichner
- France Nuyen (* 1939), Filmschauspielerin

### 1941–1950
- Jean-Jacques Schuhl (* 1941), Schriftsteller
- Philippe Vidal (* 1941), Autorennfahrer
- Jean-Patrick Manchette (1942–1995), Schriftsteller und Journalist
- Anne Poirier (* 1942), Installationskünstlerin
- Bernard Stora (* 1942), Drehbuchautor und Filmregisseur
- Daniel Costantini (* 1943), Handballspieler und -trainer
- Max Jean (* 1943), Autorennfahrer
- Jean-Pierre Kardinal Ricard (* 1944), Erzbischof von Bordeaux
- Jean-Claude Izzo (1945–2000), Schriftsteller
- Jean-Pierre Nicolas (* 1945), Rallyefahrer
- Marielle Stamm (* 1945), Schweizer Journalistin und Schriftstellerin
- Claude Olmos (1946–2023), Musiker
- Francis Vanverberghe (1946–2000), Mafioso
- Jacques Rouvier (* 1947), Pianist
- Jannick Top (* 1947), Fusionmusiker
- Malou Airaudo (* 1948), Tänzerin, Choreografin und Tanzpädagogin
- Frédéric Dor (* 1948), Autorennfahrer
- Marie-Françoise Colombani (* 1949), Journalistin
- Anita Guerreau-Jalabert (* 1950), Mediävistin und Archivarin
- Alain Joule (* 1950), Komponist und Jazzschlagzeuger
- Chantal Kelly (* 1950), Pop- und Schlagersängerin

### 1951 bis 1960
- Hervé Bourde (* 1951), Jazzmusiker
- Cyprien Katsaris (* 1951), Pianist und Komponist
- Henri Florens (1952–2025), Jazzmusiker
- Robert Guédiguian (* 1953), Filmregisseur
- Bernard Tchoullouyan (1953–2019), Judoka
- Alain Weisz (* 1953), Basketballtrainer
- Jean-Jacques Moine (1954–2022), Schwimmer und Wasserballspieler
- Régis Jauffret (* 1955), Schriftsteller
- Frédéric Dutoit (* 1956), Politiker
- Philippe Mabboux (* 1957), Organist und Komponist
- Didier Conrad (* 1959), französisch-schweizerischer Comiczeichner
- Renaud Muselier (* 1959), Politiker
- Geneviève Bührer-Thierry (* 1960), Historikerin
- Marc Crousillat (1960–2022), Wasserballspieler
- Édith Grattery (* 1960), Comiczeichnerin und Illustratorin

### 1961 bis 1970
- Antoine D’Agata (* 1961), Fotograf und Dokumentarfilmer
- Manuelle Gautrand (* 1961), Architektin
- Michel Crousillat (* 1962), Wasserballspieler
- Marie-Françoise Sidibé (* 1962), Fußballnationalspielerin
- Christiane Chabi Kao (* 1963), beninische Filmregisseurin und Drehbuchautorin
- Jean-Michel Henry (* 1963), Fechter
- Gilles Marchand (* 1963), Filmregisseur und Drehbuchautor
- Philippe Milanta (* 1963), Jazzmusiker
- Eric Plandé (* 1964), Jazzmusiker
- Philippe Prette (* 1964), italienischer Unternehmer und Autorennfahrer
- Éric Cantona (* 1966), Fußballspieler und Schauspieler
- Gilles Coronado (* 1966), Jazz- und Fusionmusiker
- Jérôme Noetinger (* 1966), Improvisationsmusiker und Komponist
- Lara Naszinsky (* 1967), Schauspielerin

### 1971 bis 1980
- Olivier Père (* 1971), Filmkritiker und Direktor des Internationalen Filmfestivals von Locarno
- Amir Abdou (* 1972), französisch-komorischer Fußballtrainer
- Zinédine Zidane (* 1972), Fußballspieler
- Nicolas Minassian (* 1973), Autorennfahrer
- Pascal Bedrossian (* 1974), Fußballspieler
- Patrice Oliva (* 1974), Komponist
- Jean-Michel Arcucci (* 1975), Squashspieler
- Céline Bonnet (* 1976), Schwimmerin
- Damien Saez (* 1977), Liedermacher
- Lise Vidal (1977–2021), Windsurferin
- Jacques „Pancho“ Abardonado (* 1978), Fußballspieler
- Jean-René de Fournoux (* 1978), Autorennfahrer
- Sébastien Grosjean (* 1978), Tennisspieler
- Franky Zapata (* 1978), Jetski-Pilot
- Peter Luccin (* 1979), Fußballspieler
- Soprano (* 1979, Saïd M'Roumbaba), Rapper
- Charlotte und Julie Bonaventura (* 1980), Handballschiedsrichterinnen
- Marion Rampal (* 1980), Sängerin und Songwriterin

### 1981 bis 1990
- Julia Dietze (* 1981), deutsche Schauspielerin
- Roxane Mesquida (* 1981), Filmschauspielerin
- Clara Morgane (* 1981), Schauspielerin, Model und Sängerin
- Nicolas Penneteau (* 1981), Fußballspieler
- Alonzo (* 1982), Rapper
- Salim Arrache (* 1982), algerischer Fußballspieler
- David Guez (* 1982), Tennisspieler
- Fabien Laurenti (* 1983), Fußballspieler
- Sophie Milliet (* 1983), Schachspielerin
- Marion Castelli (* 1984), Beachvolleyballspielerin
- Mathieu Flamini (* 1984), Fußballspieler
- Mathieu Ganio (* 1984), Balletttänzer
- Kamel Ghilas (* 1984), algerisch-französischer Fußballspieler
- Abdoulay Konko (* 1984), Fußballspieler
- Riad Nouri (* 1985), französisch-algerischer Fußballspieler
- Anthony Terras (* 1985), Sportschütze
- Mélanie Vogel (* 1985), Politikerin
- Lassad Nouioui (* 1986), tunesischer Fußballspieler
- Thomas Rostollan (* 1986), Straßenradrennfahrer
- Kassim Abdallah (* 1987), Fußballspieler
- Denis Gargaud Chanut (* 1987), Kanute
- Sébastien Delogu (* 1987), Politiker
- Guillaume Kasbarian (* 1987), Politiker
- William Meynard (* 1987), Schwimmer
- Louisa Nécib (* 1987), Fußballspielerin
- Soso Maness (* 1987), Rapper
- Mohamed M’Changama (* 1987), französisch-komorischer Fußballspieler
- Samir Nasri (* 1987), Fußballspieler
- Caroline Pizzala (* 1987), Fußballspielerin
- Stéphane Caillard (* 1988), Schauspielerin
- Marie-Paule Gnabouyou (* 1988), Handballspielerin
- Alexia Kogut-Kubiak (* 1988), Leichtathletin
- Frédéric Nimani (* 1988), Fußballspieler
- Marina Mesure (* 1989), Politikerin
- Ishay Ribo (* 1989), israelischer Singer-Songwriter
- Jul (* 1990), Rapper
- Youssouf M’Changama (* 1990), französisch-komorischer Fußballspieler
- Ugo Crousillat (* 1990), Wasserballspieler
- Valère Germain (* 1990), Fußballspieler
- Jérôme Inzerillo (* 1990), Tennisspieler
- Benjamin Stambouli (* 1990), Fußballspieler

### 1991 bis 2000
- Steven Fortès (* 1992), französisch-kapverdischer Fußballspieler
- Matt Sassari (* 1992), Techno-DJ und Musikproduzent
- Naïm Sliti (* 1992), tunesisch-französischer Fußballspieler
- Laurent Abergel (* 1993), Fußballspieler
- Jessica Fox (* 1994), australische Kanutin
- Gaël Andonian (* 1995), Fußballspieler
- Estelle Cascino (* 1996), Tennisspielerin
- Lucas Hernández (* 1996), Fußballspieler
- Zinédine Machach (* 1996), Fußballspieler
- Tayc (* 1996), Afrobeats-Sänger
- Jérémie Boga (* 1997), Fußballspieler
- Noemie Fox (* 1997), australische Kanutin
- Theo Hernández (* 1997), Fußballspieler
- Maxime Lopez (* 1997), Fußballspieler
- Hachim Maaroufou (* 1997), französisch-komorischer Sprinter
- Bodian Massa (* 1997), Basketballspieler
- Abdel Medioub (* 1997), algerisch-französischer Fußballspieler
- Jean-Philippe Patrice (* 1997), Säbelfechter
- Melvin Tchiknavorian (* 1997), Freestyle-Skier
- Bilal Boutobba (* 1998), französisch-algerischer Fußballspieler
- Camille Cerutti (* 1998), Skirennläuferin
- Hugo Magnetti (* 1998), Fußballspieler
- Christopher Rocchia (* 1998), französisch-komorischer Fußballspieler
- Yanis Zouaoui (* 1998), französisch-algerischer Fußballspieler
- Aude Clavier (* 1999), Leichtathletin
- Victor Crouin (* 1999), Squashspieler
- Lucie Granier (* 1999), Handballspielerin
- Boubacar Kamara (* 1999), Fußballspieler
- Wesley Fofana (* 2000), Fußballspieler
- Léo Leroy (* 2000), Fußballspieler
- Sébastien Patrice (* 2000), Säbelfechter
- Mohamed Simakan (* 2000), Fußballspieler

## Geboren im 21. Jahrhundert
- Robin Emig (* 2001), Stabhochspringer
- Elina Giallurachis (* 2001), Stabhochspringerin
- Yannick Pandor (* 2001), komorisch-französischer Fußballspieler
- Naouirou Ahamada (* 2002), Fußballspieler
- Thomas Vernoux (* 2002), Wasserballspieler
- Enzo Caumont (* 2004), Fußballspieler
- Antoine Mendy (* 2004), französisch-senegalesischer Fußballspieler
- Yakine Said M’Madi (* 2004), komorisch-französischer Fußballspieler
- Théo Chennahi (* 2005), französisch-algerischer Fußballspieler
- Anthony Khelifa (* 2005), französisch-algerischer Fußballspieler
- Keyliane Abdallah (* 2006), Fußballspieler
- Farès Bousnina (* 2006), tunesisch-französischer Fußballspieler